# Kovás
Kovás (románul: Coaș vagy Covaci) falu Romániában, Máramaros megyében.

## Fekvése
Nagybányától 15 kilométerre délre, a Lápos jobb partján fekvő hegyalji település.

## Nevének eredete
Bár a települést valószínűleg románok alapították, átvette patakja nevét, amely a magyar kova szó képzett alakjából való. Először 1405-ben – valószínűleg tévesen – Komas, később 1424-ben Kowas, 1566-ban Koas alakban írták.

## Története
Első ízben 1405-ben bukkant fel a kővári uradalomban, mint „villa olachalis”. 1566-ban minden adó alól felmentették. Lakóinak egyedüli szolgálata az volt, hogy Kővár vára számára téglát égettek, építőkövet vágtak és meszet égettek. A vár lerombolása után, 1719-ben a Telekiek mint földesúri birtokot szerezték meg. A lakosok egykori mentességüknek ekkor valószínűleg már nem voltak tudatában, mert 10–12 évig egyszerű jobbágyokként szolgálták a Teleki családot. A ma is álló fatemplom fölépítése után, 1731-ben azonban a család gernyeszegi birtokáról hazaszökött két Kovásról odakerült jobbágy, akik tudták, hová van a régi templom falába befalazva a falu régi kiváltságlevele. A templom szétbontásakor elő is került az irat, amit egy a faluba beszállásolt, Taits nevű lovaskapitány fordított le a parasztoknak. A falu ezután a bécsi udvarba küldött követséget egykori jogaik érvényesítéséért. Ügyük a Guberniumhoz került. A Gubernium katonaságot rendelt ki, hogy a kérdés rendezéséig jobbágyi szolgálataik teljesítésére kényszerítse a lakókat, azok azonban egyszerűen elszöktek a faluból. Később ugyan visszatelepültek, de semmiképpen sem voltak hajlandóak jobbágyként szolgálni a Telekieket. Kovás és a Teleki család között 1734-ben indult el a per a falu kiváltságairól, ettől kezdve a kovásiak a dézsmát sem fizették meg a Telekieknek. Kővárvidék 1770-es urbáriuma szerint az egész falut szabadosok lakták. A per lezáratlanul érte meg a jobbágyság 1848-as eltörlését.
A határában fekvő mészkőbányát a 19. században is művelték. Az 1870-es évek elején a mészkőből Nagybányán állítottak elő cementet, építőkőként viszont helyben is felhasználták. A falut Kővárvidék 1876-os feldarabolásakor Szatmár vármegyéhez csatolták. A hegy túlsó oldalán fekvő Láposközzel (Întrerâuri) együtt 2003-ban vált ki Szakállasfalvából, és alakult önálló községgé.
1880-ban 1042 lakosából 937 volt román, 28 német és 24 magyar anyanyelvű; 966 görögkatolikus és 60 zsidó vallású.
2002-ben 1351 lakosából 1346 volt román nemzetiségű és 1283 ortodox vallású.

## Nevezetességek
- Görögkatolikus fatemploma 1730-ban épült.
- Só-, kén- és vastartalmú ásványvízforrás.

## Gazdasága
- Több faipari vállalkozáson kívül itt működik a kolozsvári Jolidon divatárugyár egyik részlege.

## Híres emberek
- 1705. november 20-án, a zsibói csata után itt szállt meg II. Rákóczi Ferenc.[2]